# Malma
Malma (en népalais : मल्म) est un comité de développement villageois du Népal situé dans le district de Baglung. Au recensement de 2011, il comptait 4 620 habitants.